# Lewis Black (empresário)
Lewis Black(nascido a 4 de julho de 1968) é cofundador e diretor-executivo da Almonty Industries, uma empresa mineira global focada na extração e exploração de tungsténio. A empresa está cotada na Bolsa de Valores de Toronto. É frequentemente citado nos meios globais  de comunicação em discussões sobre os [NF3] novos desenvolvimentos de minas de tungsténio liderados pelo mundo ocidental, que visam reequilibrar a atual dependência excessiva da China e da Rússia na cadeia de abastecimento de tungsténio. Esta atenção tem crescido, em particular, devido à crescente importância do tungsténio no desenvolvimento de munições.

## Vida Inicial e Carreira
Black nasceu em Londres. Ele obteve a sua licenciatura em gestão e tecnologia na Universidade de Manchester.
Antes da fundação da Almonty em 2011, Black era chefe de vendas e marketing  da SC Mining Tungsten, na Tailândia. Também ocupou os cargos de presidente e diretor executivo da Primary Metals Inc. (“PMI”), uma antiga empresa mineira de tungsténio cotada na TSX-V, entre junho de 2005 e dezembro de 2007.
A origem do nome  "Almonty Industries" deriva  dos nomes dos pais de dois dos fundadores, como forma de homenagem. "Monty" refere-se a Monty Black, pai de Lewis Black, enquanto "Al" vem de Al D'Amato, pai de Daniel D'Amato.

## Tungsténio e China
Black tem sido um crítico vocal da influência da China no mercado de tungsténio, dado que o país detinha 80% da produção mineira mundial em 2023. Em 2025, após a China impor controlos às exportações de tungsténio, Black alertou que seria apenas o início do que poderiam vir a ser possíveis medidas para restringir ainda mais o fornecimento global, afirmando à Bloomberg News que "só tende a piorar".
Numa entrevista em 2023, criticou o controlo da China sobre os preços no mercado: "A China tem fornecido tungsténio praticamente sem custo e aumentou a sua quota de mercado desde os anos 80. No início dos anos 80, o mundo tinha quase 100 minas de tungsténio, e no início dos anos 90, tinha 200. Contudo, isso foi uma devastação completa para indústria mineira de tungsténio, uma vez que a China estava a oferecer tungsténio “de mão beijada”, o que levou todos fora do negócio. Uma vez que a China é tão dominante, ela controla, em última instância, o preço. Eles [os chineses] mantêm os preços numa faixa que desencoraja qualquer capital real a entrar para desafiar a sua quota de mercado."
Black tem sido um crítico vocal do uso de tarifas da administração Biden como contramedida à dominância da China no mercado de tungsténio, em vez de promover a mineração doméstica, argumentando que as tarifas não resolvem a dependência excessiva do fornecimento chinês.  No entanto, numa entrevista à CNBC em 2024, Black observou que a China não retaliou com tarifas em resposta às novas tarifas dos EUA sobre o tungsténio: “As tarifas foram mais um aviso, já que Biden apenas impôs tarifas a três dos 25 metais estratégicos exportados pela China. Mas a China pode não estar muito preocupada, porque o governo chinês ignorou as novas tarifas, ao contrário do passado, quando restringiu algumas exportações de terras raras. Ignoraram completamente porque a China quer evitar que o tungsténio se torne parte da escalada da guerra comercial EUA-China.”
Também expressou críticas à Reserva Federal por não reduzir as taxas de juro de forma mais agressiva, o que torna a indústria mineira dos EUA menos competitiva com a China.

## Tungsténio e Defesa
Black também defendeu uma maior diversificação global da cadeia de abastecimento de tungsténio devido ao seu papel na fabricação de munições. Houve um armazenamento de tungsténio como resultado da invasão russa da Ucrânia, e a Rússia e a China, juntas, representam cerca de 90% do fornecimento global de tungsténio. "Todos estão agora a aumentar a sua capacidade de produzir mais munições, mas não há tungsténio, e o tungsténio que existe vem de jurisdições contra as quais talvez tenha de se defender no futuro," disse Black.
Black também criticou os países por serem lentos a cumprir as suas obrigações para com a Ucrânia devido à escassez de tungsténio. Por exemplo, os EUA prometeram enviar tanques Abrams para a Ucrânia, mas ainda não o fizeram porque precisam de substituir a blindagem existente por blindagem de tungsténio e redes, que não conseguem adquirir devido à escassez de tungsténio. "O problema é que nenhum político seria eleito nos últimos 30 anos dizendo que está a armazenar munições," disse Black. "E vimos claramente o que acontece quando alguém desafia o nosso bluff." 
Devido à importância do tungsténio na defesa, Black afirmou que apenas fornece aliados como a União Europeia, os Estados Unidos, o Japão e a Coreia do Sul.

## Críticas ESG
Black criticou as políticas ambientais ocidentais por dificultarem a mineração de tungsténio e outros metais procurados, como o cobre, na maior parte do mundo. Da mesma forma, argumentou que a aposta em baterias para veículos elétricos, que dependem de tungsténio, sobrecarregará a cadeia de abastecimento global: "Se aumentar a adoção de veículos elétricos, está a agravar os problemas da cadeia de abastecimento. Portanto, o foco na tecnologia limpa tornará os problemas da cadeia de abastecimento de tungsténio ainda mais difíceis. As pessoas terão de entender que as coisas vão piorar antes de melhorar."
No entanto, ele destacou que a mina de Sangdong da Almonty, na província de Gangwon, Coreia, foi re-desenvolvida seguindo os Princípios do Equador para não gerar resíduos à superfície. Além disso, Black aumentou a percentagem de mulheres a trabalhar na sua empresa na Coreia do Sul, apesar das regras que restringem as mulheres na indústria mineira.